# Фрањо Ханаман
Фрањо Ханаман (Дреновци, 30. јун 1878 — Загреб, 23. јануар 1941), хрватски проналазач.
Познати хрватски хемичар и металург, проналазач прве електричне сијалице са металном нити. После студија у Бечу и Берлину, и вишегодишње асистентуре на Техничкој високој школи у Бечу, дошао је за професора хемијске технологије и металургије на Техничком факултету у Загребу. Са својим сарадником Александром Јустом унапредио је расветну технику и пронашао методу нитрирања гвожђа гасовитим амонијаком.
Водио је институт за испитивање материјала у тзв. Аеро-наутичком арсеналу у Бечу, и био генерални директор Југославенске индустрије мотора д. д. у Загребу. Био је и главни уредник „Архива за кемију и технологију“.